# Ácido acetoacético
Ácido acetoacético é o nome usual do ácido 3-Oxobutanóico. Já foi também comumente designado como ácido diacético, termo atualmente em desuso.

## Obtenção e preparação
O ácido acetoacético é obtido por saponificação (hidrólise) do acetoacetato de etila e acidificação do acetoacetato salino obtido.
Outra possibilidade para sua síntese é a oxidação do ácido butírico com peróxido de hidrogênio.

## Propriedades
No ácido acetoacético ocorre a chamada tautomeria cetoenólica. Como consequência do  efeito indutivo do grupamento cetônico, o ácido acetoacético é mais ácido que o seu homólogo, o ácido butírico.

## Utilização
O ácido acetoacético puro é raramente utilizado, já que se decompõe facilmente por descarboxilação formando acetona e dióxido de carbono, sobretudo em temperaturas mais altas.
{\displaystyle \mathrm {CH_{3}COCH_{2}CO_{2}H\rightarrow CH_{3}COCH_{3}+CO_{2}} }
Em geral, o ácido acetoacético é gerado a 0 °C e usado in situ imediatamente.
A forma ácida tem uma meia vida de 140 minutos a 37°C em meio aquoso, enquanto a forma básica (o ânion) tem meia vida de 130 horas, ou seja, decompõe-se 50 vezes mais lentamente.
Muito mais estáveis e importantes, como intermediários sintéticos e reagentes, são os seus ésteres e sais.

## Significado biológico
O ácido acetoacético é, tal como seu isômero, o ácido 2-oxobutanóico, produto intermediário no metabolismo dos ácidos graxos. É um dos chamados corpos cetônicos e tem significado especial na fisiologia da desnutrição e da dieta. Em estado de desnutrição, a escassez de intermediários do ciclo de Krebs procedentes do metabolismo de glicídios ou de aminoácidos, leva ao acúmulo de acetilcoenzima A, dando origem ao processo conhecido como cetose.

## Literatura
- Beilsteins Handbuch der Organischen Chemie E III 3; 1178